# Fitz and The Tantrums
Fitz and The Tantrums sono un gruppo musicale statunitense soul e indie pop di Los Angeles, formatosi nel 2008. Il loro album di debutto, Pickin' Up the Pieces, pubblicato nell'agosto del 2010, ha ricevuto il plauso della critica ed ha raggiunto la 1ª posizione sulla Billboard Heatseekers chart. Hanno eseguito il loro singolo MoneyGrabber nel programma Jimmy Kimmel Live! della ABC, nella serie TV Conan e nel programma The Tonight Show with Jay Leno su NBC, e hanno fatto una tournée negli Stati Uniti e all'estero.
La band è composta dal musicista e voce solista Michael Fitzpatrick, da Noelle Scaggs (voce), James King al sassofono e al flauto, Joseph Karnes al basso, Jeremy Ruzumna alle tastiere ed infine John Wicks alla batteria. Sono seguiti anche da Chris Seefried, che è il loro co-sceneggiatore.

## Formazione
- Michael Fitzpatrick - voce
- Noelle Scaggs - voce, chitarra, tamburello
- James King - sassofono, flauto, cori
- Joseph Karnes - basso
- Jeremy Ruzumna - tastiere, sintetizzatori, programmazioni, cori
- John Wicks - batteria

## Discografia

### Album studio
- 2010 - Pickin' Up the Pieces (Dangerbird Records)
- 2013 - More Than Just a Dream
- 2016 - Fitz and the Tantrums
- 2019 - All The Feels
- 2022 - Let Yourself Free

### EP
- 2009 - Songs for a Breakup, Vol. 1 (Canyon Productions)
- 2010 - Santa Stole My Lady (Dangerbird Records)

### Singoli
- 2010 - Winds of Change
- 2010 - L.O.V.
- 2010 - Breakin' the Chains of Love
- 2011 - MoneyGrabber
- 2011 - Don't Gotta Work It Out
- 2013 - Out of My League
- 2013 - The Walker
- 2014 - Fools Gold
- 2016 - Handclap
- 2016 - Roll Up
- 2017 - Fool
- 2019 - 123456
- 2019 - Don't Ever Let Em
- 2019 - I Need Help!
- 2019 - All The Feels
- 2022 - Moneymaker
- 2023 - Sway